# جان زجلر يتحدث إلى العرب
جان زجلر يتحدث إلى العرب كتاب من تأليف الكاتب التونسي رياض الصيداوي. جاء على شكل حوارات مع المفكر السويسري العالمي جون زيغلر الأستاذ الجامعي السويسري وعالم الاجتماع والشخصية السياسية المعروفة بانتقاداتها الصريحة للنظام الليبرالي، ويتوقف الكاتب من حين لآخر أمام تصريحات ينتقد فيها الرأسمالية وهيمنتها على العالم وهضم حقوق الشعوب النامية، وقد شغل بعد اعتزاله التدريس، منصب المقرر الخاص للأمم المتحدة حول الحق في الغذاء.
يُـعد الكتاب  بمثابة كشف النقاب لأول مرة عن مواقف جون زيغلر من القضايا العربية الهامة، كالقضية الفلسطينية التي ساندها منذ مدة، ورفضه لما يسميه "العنهجية الإسرائيلية"، أو نظرته إلى تهديد الولايات المتحدة بضرب العراق. وتطرق الكتاب أيضا إلى موقف جون زيغلر من صامويل هنتنجتون صاحب نظرية صراع الحضارات، وإلى رؤيته لعلاقة الإسلام بالغرب ونظرته لطبيعة الحركات الإسلامية في الوطن العربي وعن سبب انهيار الشيوعية وعن مستقبلها...".

## فصول الكتاب
1. يرفض زجلر غزو العراق عسكرياً.
2. يتهم أمريكا بالانفراد في العالم.
3. يندد بموقف الاتحاد الأوروبي من قضية فلسطين ويعتبره موقفاً «جبانا».
4. يتهم المثقفين الأمريكان بالعمل لصالح الهيمنة الأمريكية، وتسخير العلم لأهداف غير إنسانية.